# Pierre-Marie Deloof
Pierre-Marie Deloof, född den 29 september 1964 i Brugge i Belgien, är en belgisk roddare.
Han tog OS-silver i dubbelsculler i samband med de olympiska roddtävlingarna 1984 i Los Angeles.